# Кырыккудук (Западно-Казахстанская область)
Кырыккудук (каз. Қырыққұдық) — упразднённое село в Акжаикском районе Западно-Казахстанской области Казахстана. Упразднено в 2020 г. Входило в состав Карауылтобинского сельского округа. Код КАТО — 273263300.

## Население
В 1999 году население села составляло 211 человек (103 мужчины и 108 женщин). По данным переписи 2009 года, в селе проживало 145 человек (72 мужчины и 73 женщины).